# Callerinnys
Callerinnys là một chi bướm đêm thuộc họ Geometridae.

## Các loài
- Callerinnys clathraria
- Callerinnys combusta
- Callerinnys deflavata
- Callerinnys deminuta
- Callerinnys flammida
- Callerinnys fuscomarginata
- Callerinnys obliquilinea
- Callerinnys rubridisca
- Callerinnys rufolimbata
- Callerinnys statheuta
- Callerinnys straminea